# Croton doratophylloides
Croton doratophylloides là một loài thực vật có hoa trong họ Đại kích. Loài này được (Croizat) G.L.Webster mô tả khoa học đầu tiên năm 1992.